# Mars 1825

## Événements
- 4 mars : cérémonie d'investiture à Washington D.C. du sixième président des États-Unis, John Quincy Adams.

## Naissances
- 5 mars : Guillaume-Charles Brun, peintre français († 20 février 1908).
- 13 mars : Friedrich Albert von Zenker (mort en 1898), anatomo-pathologiste allemand.
- 19 mars : Joseph Stallaert, peintre belge († 25 novembre 1903).
- 24 mars : Alfred Frank de Prades, né Anacharsis François Prestreau, un peintre et  graveur français, actif en Grande-Bretagne. († 7 juillet 1885).
- 29 mars : Francesco Faà di Bruno (mort en 1888), prêtre catholique, officier et mathématicien italien.

## Décès
- 21 mars : Charles-Alexandre-Joseph Caullet, peintre français (° 14 juillet 1741).
- 24 mars : Jean-Frédéric Schall, peintre français (° 14 mars 1752).